# A Different Kind of Love
A Different Kind of Love är en låt med sångerskan Caroline Wennergren. Musiken komponerades av Martin Landh och Joacim Dubbelman, texten skrevs av Sam McCarthy.
Caroline Wennergren medverkade med låten i Melodifestivalen 2005.

## Listor
| Lista             | Topplacering |
| ----------------- | ------------ |
| Sverigetopplistan | 16           |